# Фіванський некрополь
Фіванський некрополь — район на західному березі Нілу напроти міста Фіви в Єгипті. Він використовувався для ритуального поховання протягом тривалого періоду історії Стародавнього Єгипту, особливо доби Нового Царства. Некрополь містить велику кількість різноманітних споруд, описаних нижче.

## Похоронні храми
- Дейр-ель-Бахрі
  - Храм Хатшепсут
  - Похоронний храм Ментухотепа II
  - Похоронний храм Тутмоса III
- Медінет-Абу
  - Похоронний храм Рамзеса III
  - Похоронний храм Ай і Хоремхеба
- Поминальний храм Аменхотепа III
  - Колоси Мемнона
- Похоронний храм Мернептаха
- Похоронний храм Рамзеса IV
- Похоронний храм Тутмоса IV
- Похоронний храм Тутмоса III
- Похоронний храм Твосрета
- Похоронний храм Небвененефа
- Курна
  - Поминальний храм Сеті I
- Похоронний храм Аменхотепа II
- Похоронний храм Рамзеса II

## Некрополі фараонів
- Долина Царів (Ваді-аль-Мулук)
- Долина Цариць (Бібан-ель-Харім)

## Інші некрополі
- Дейр-ель-Медіна
  - Гробниця будівельників
  - Гробниця Мерецегера і Птаха
- Гробниці знаті
  - Ель-Ассасіф
  - Ель-Хоха
  - Ель-Таріф
  - Дра-Абу-ель-Нага
  - Курнет-Мурай
  - Шейх-Абд-ель-Курна

## Галерея

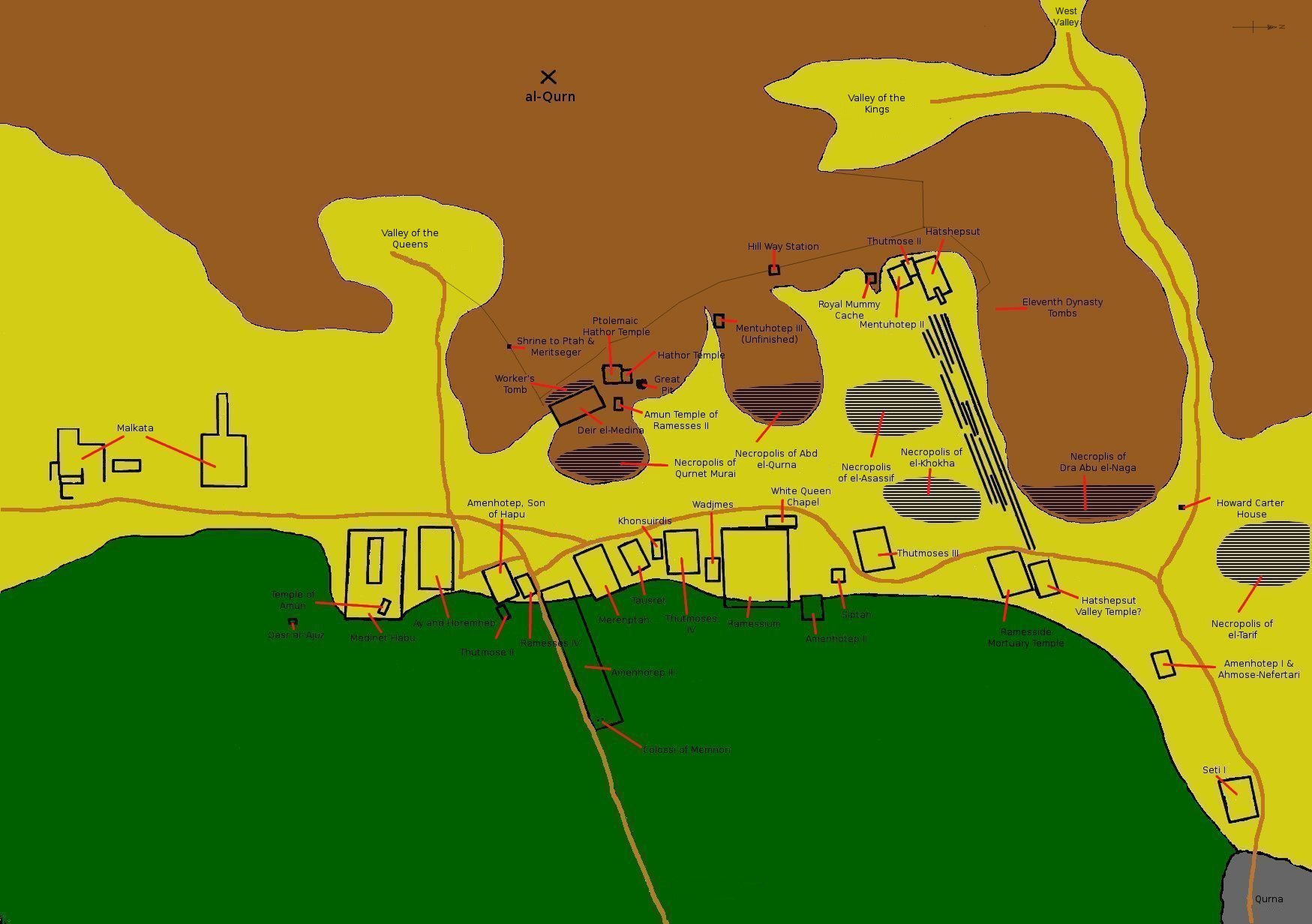
Мапа Некрополя
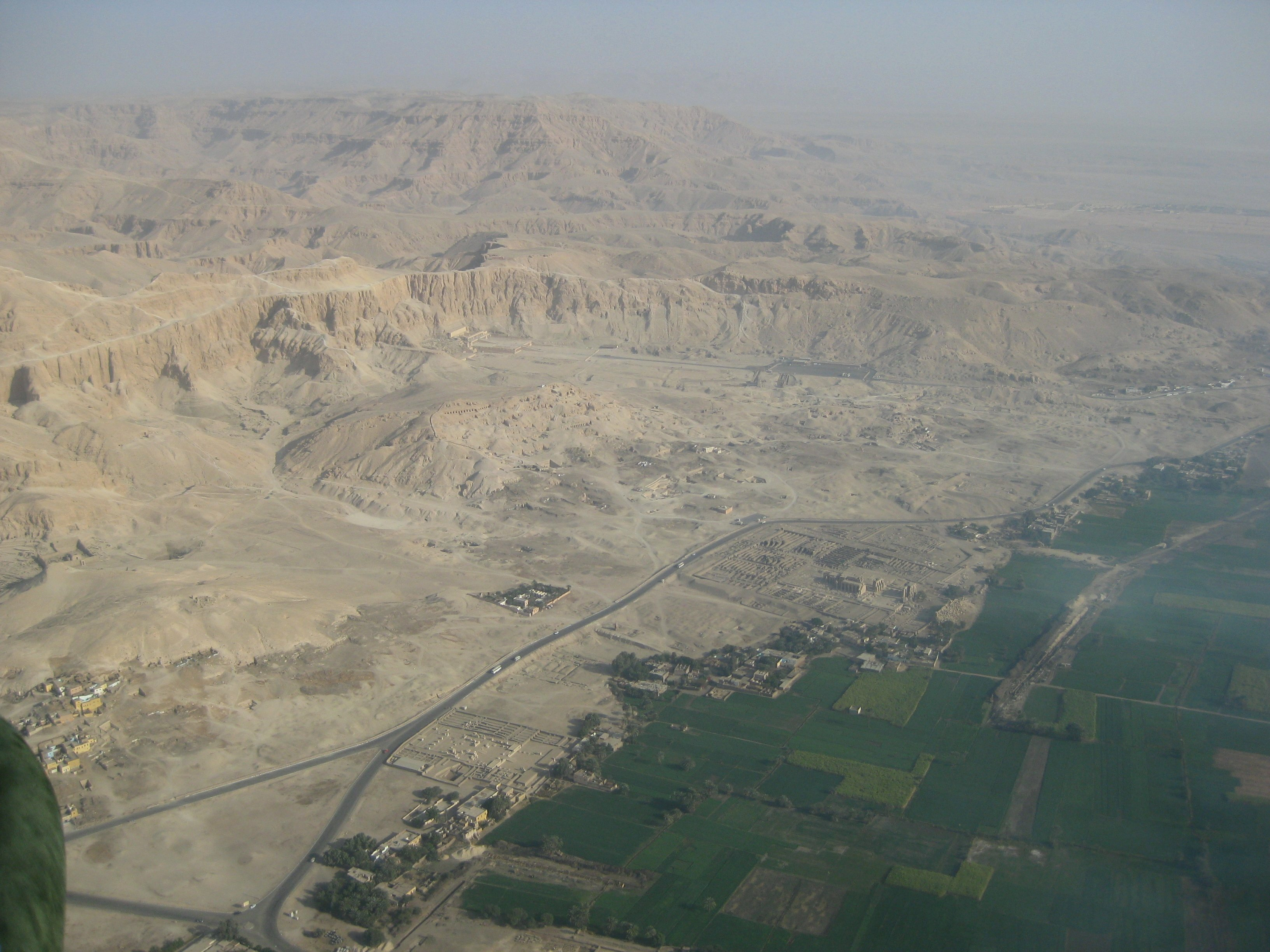
Вид з повітря
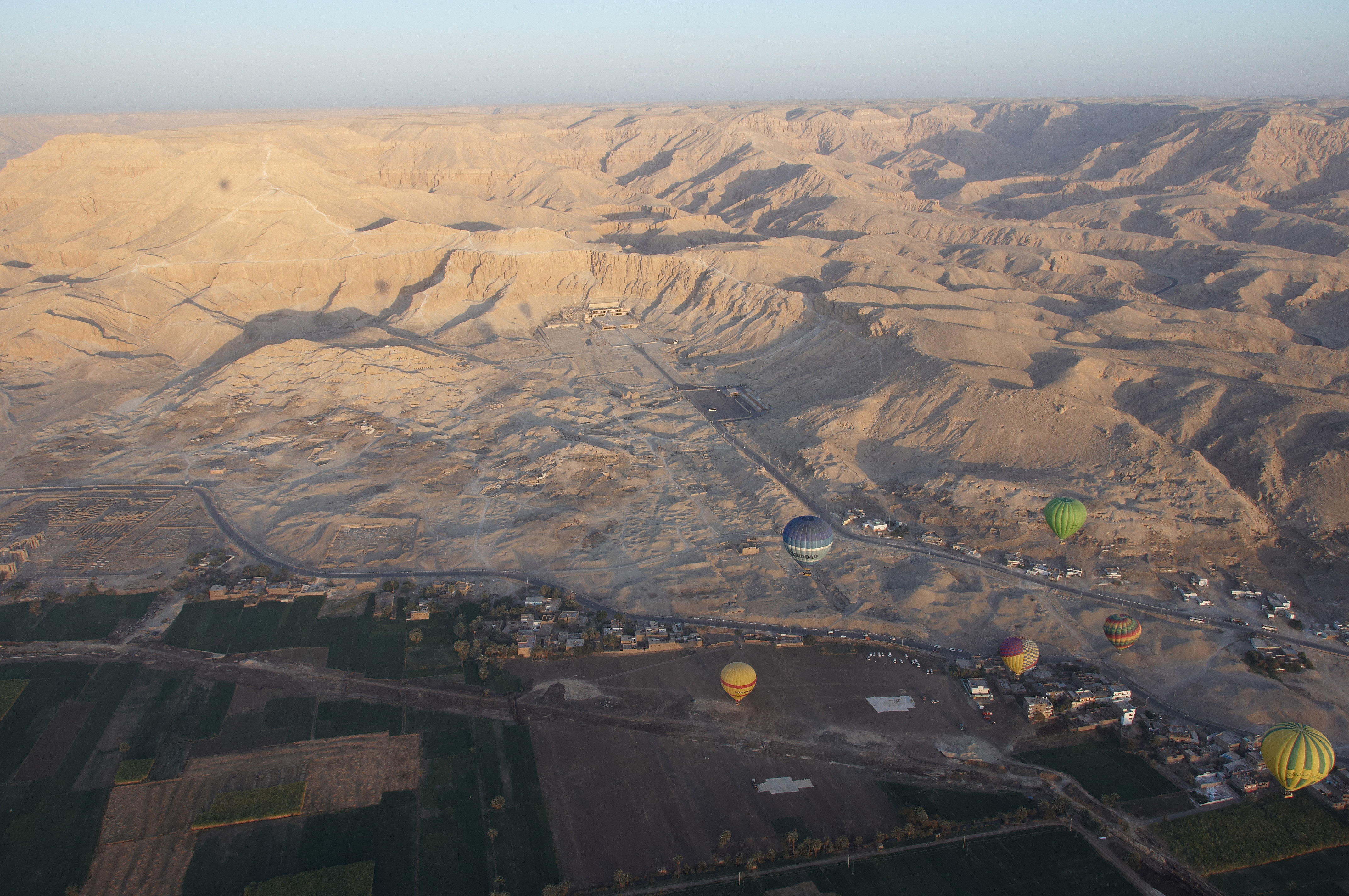
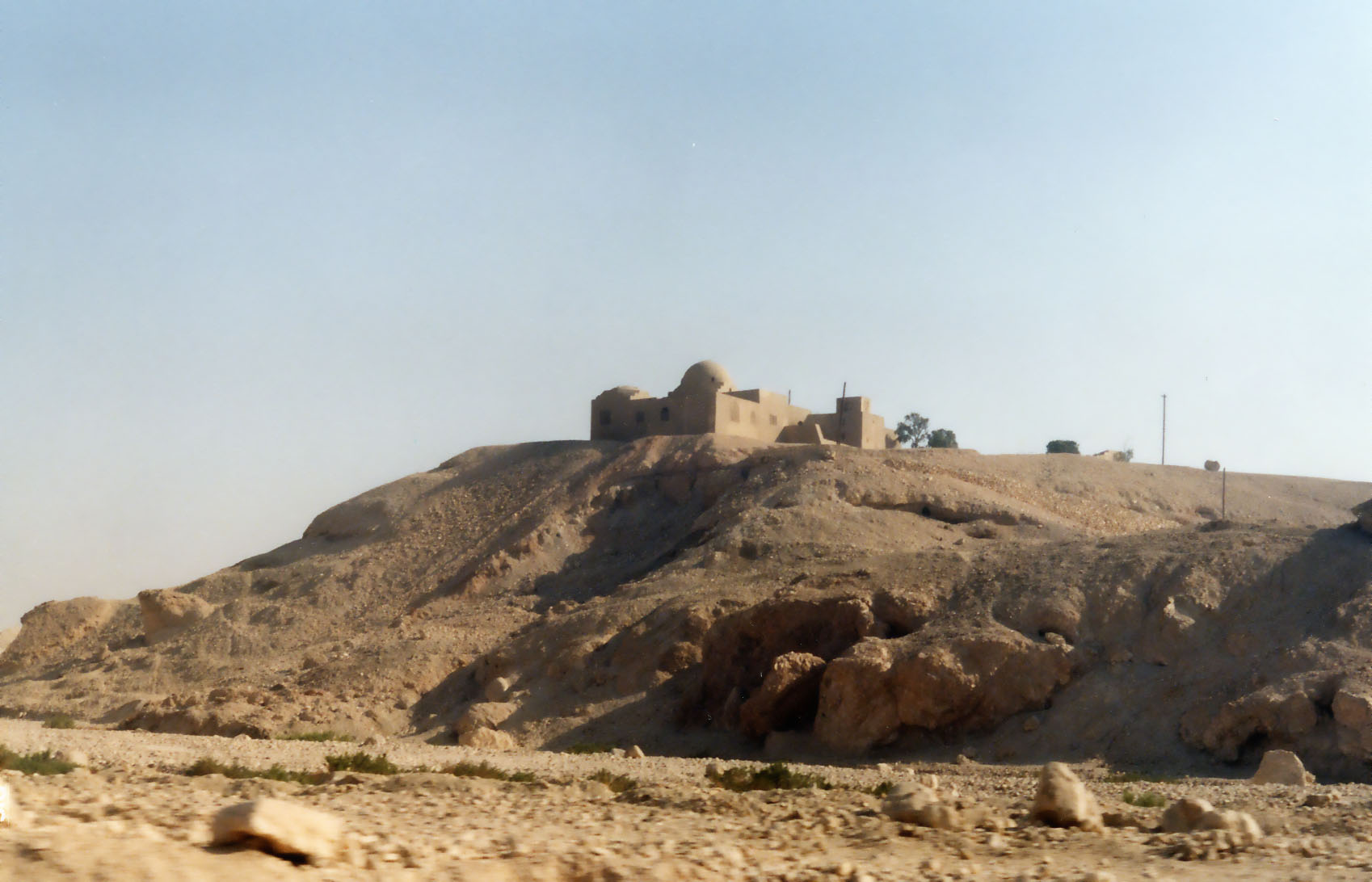
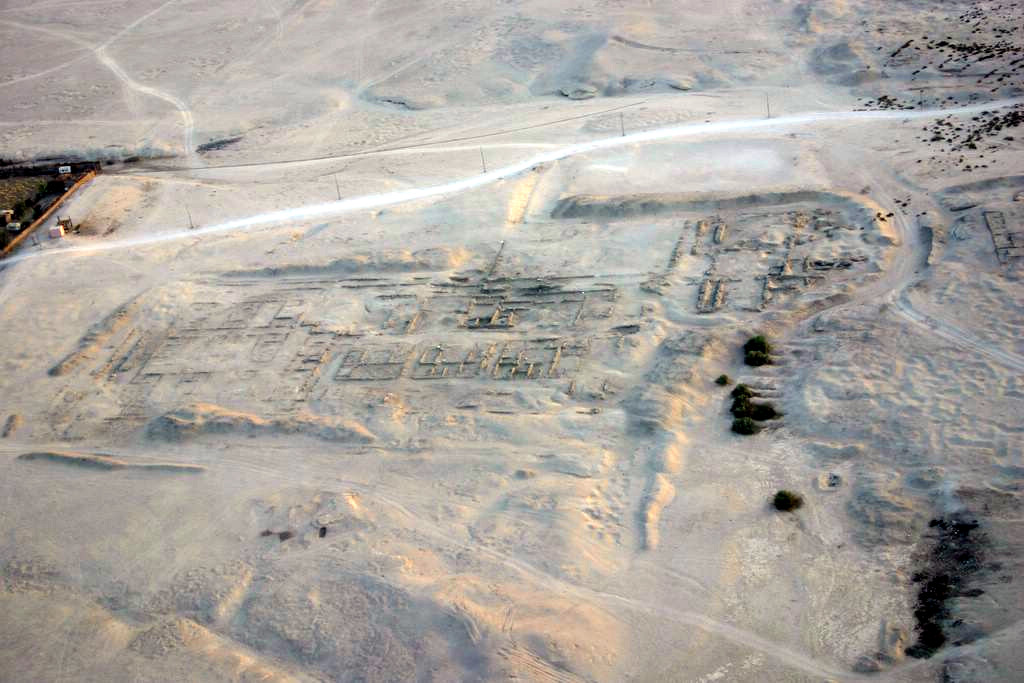
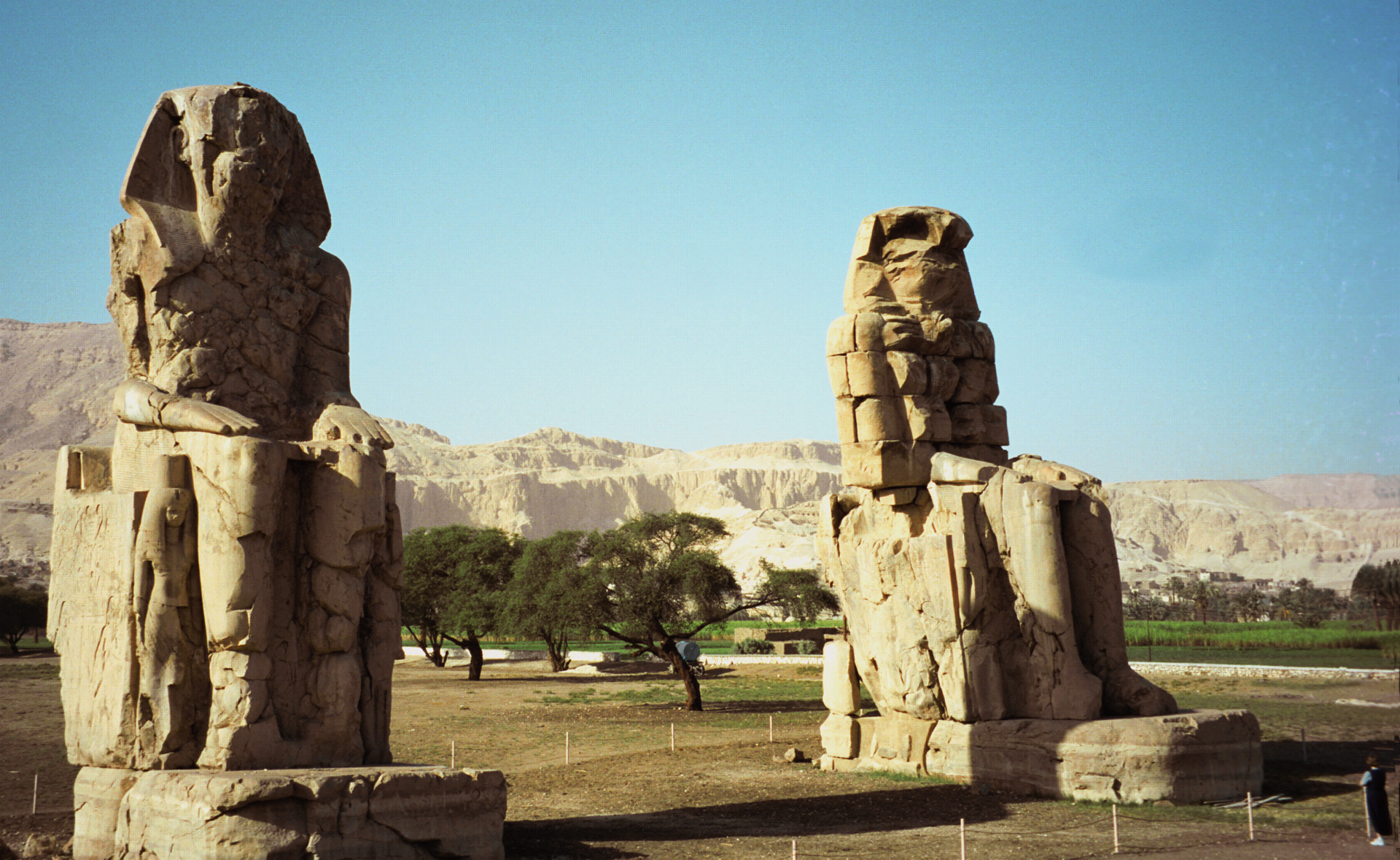
Колоси Мемнона
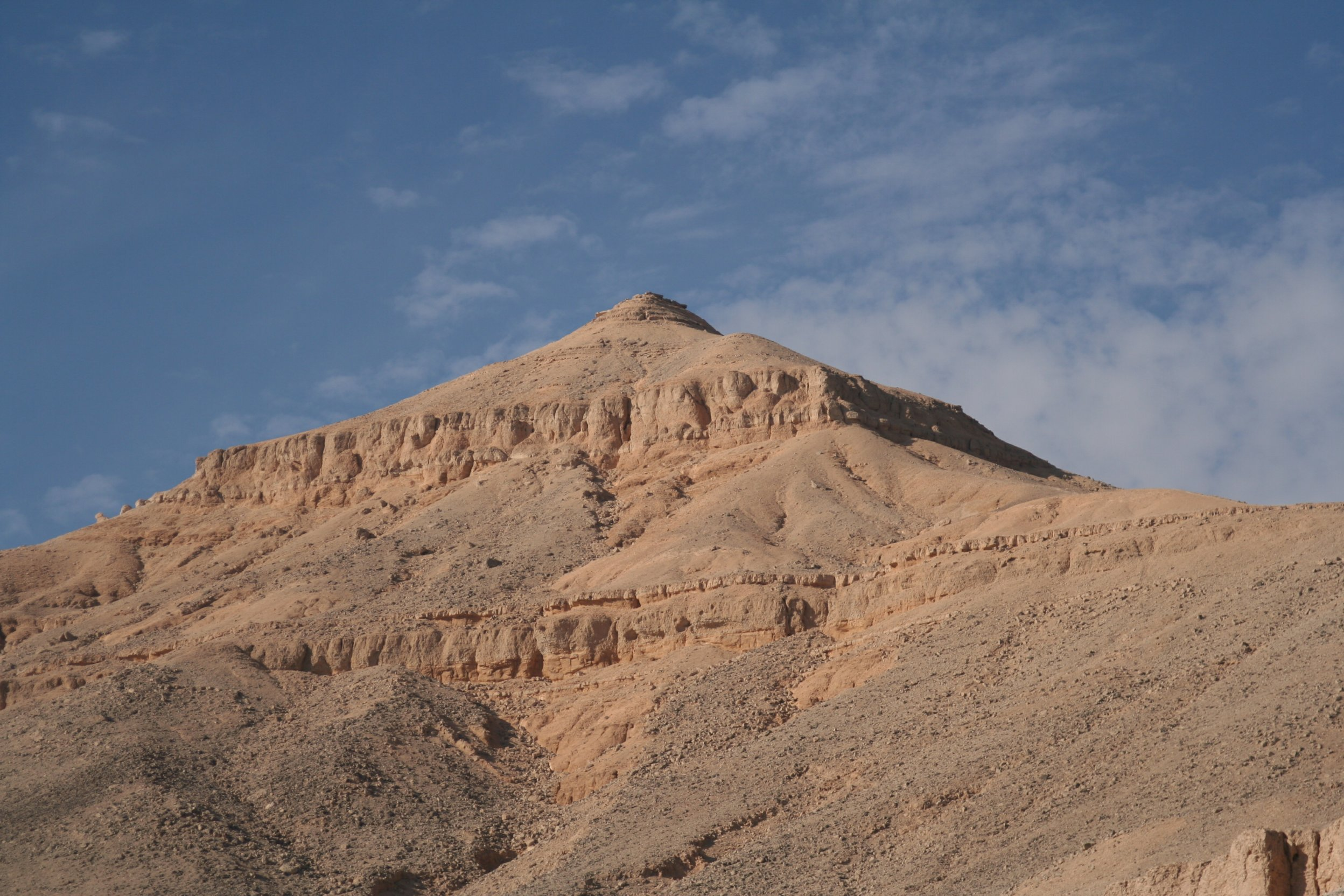
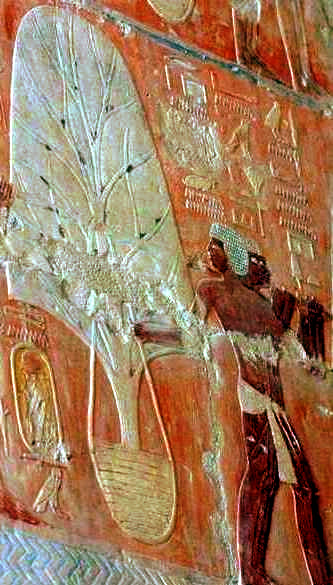
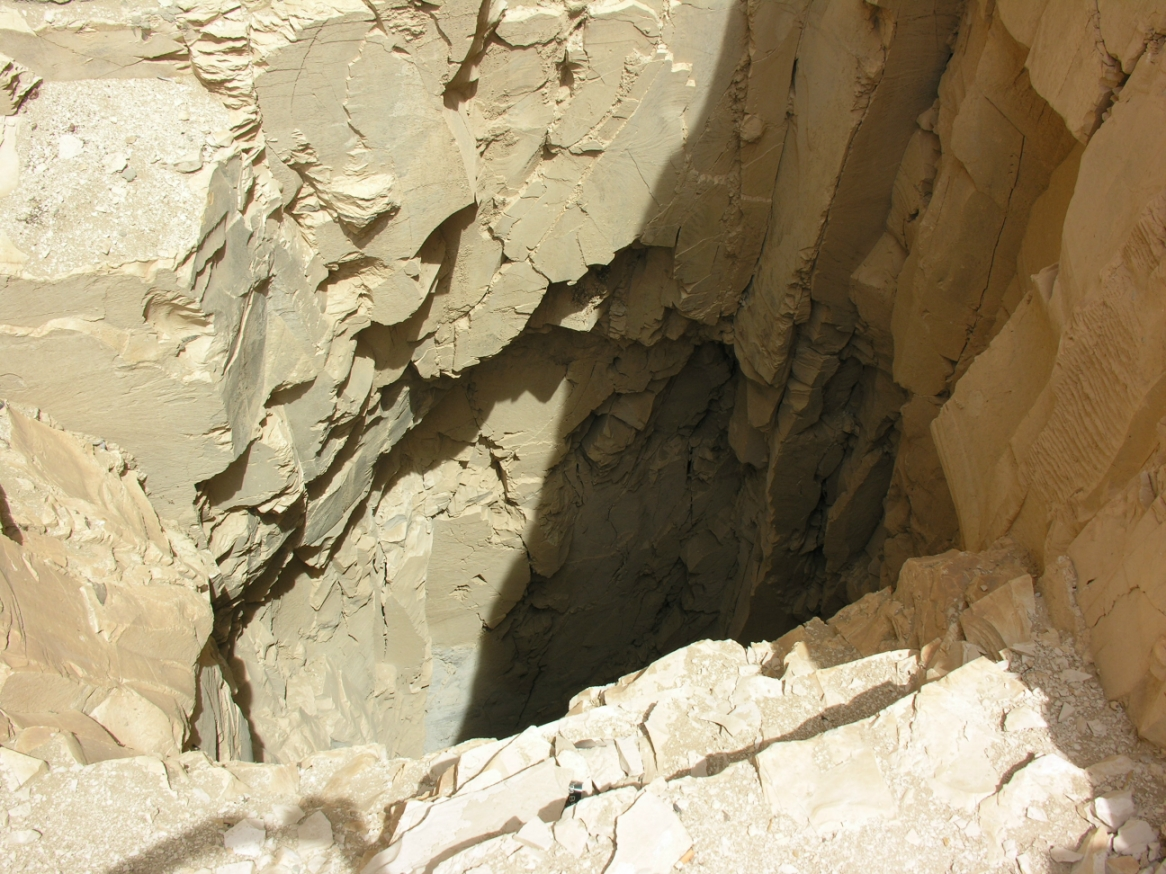
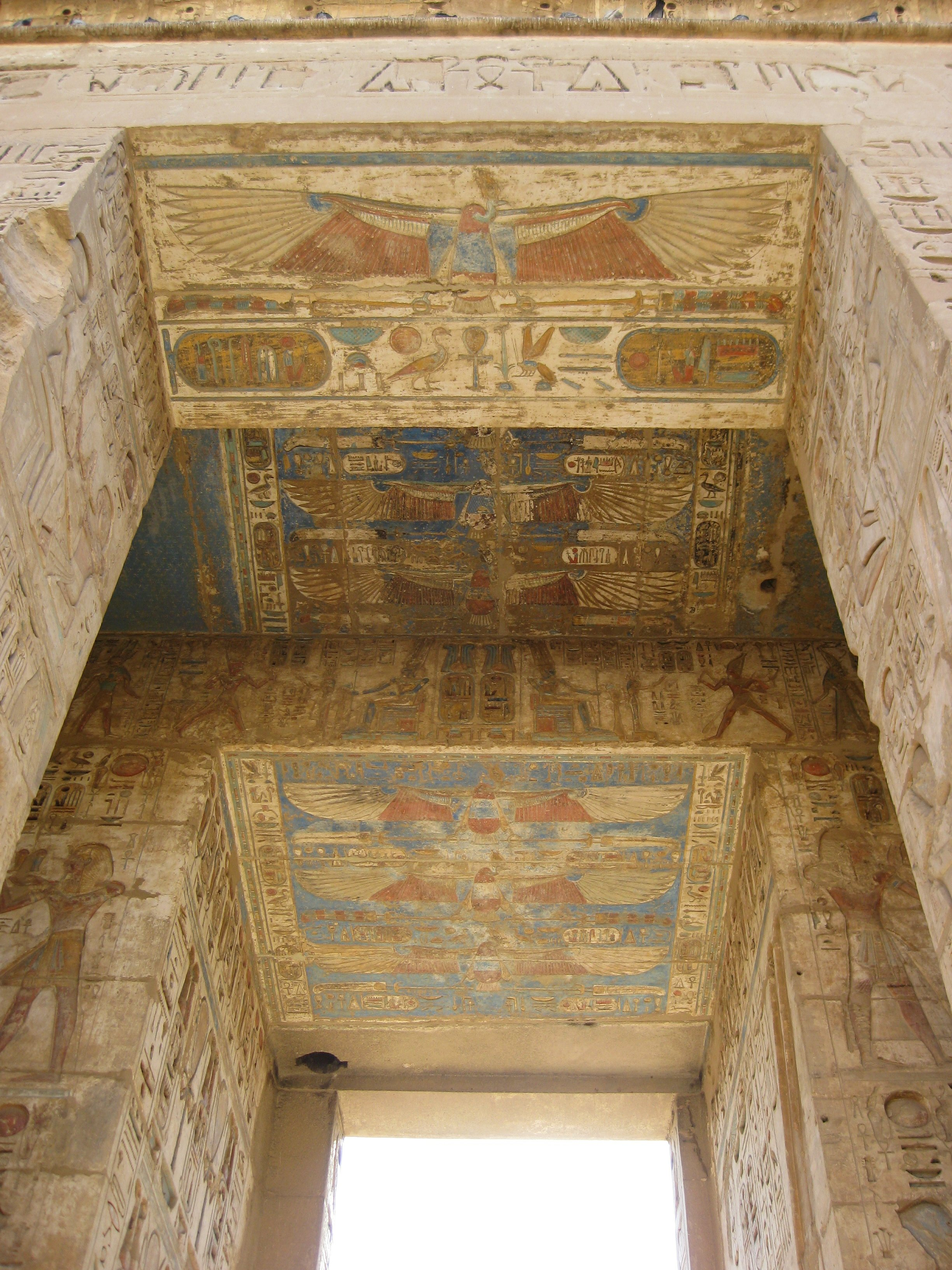
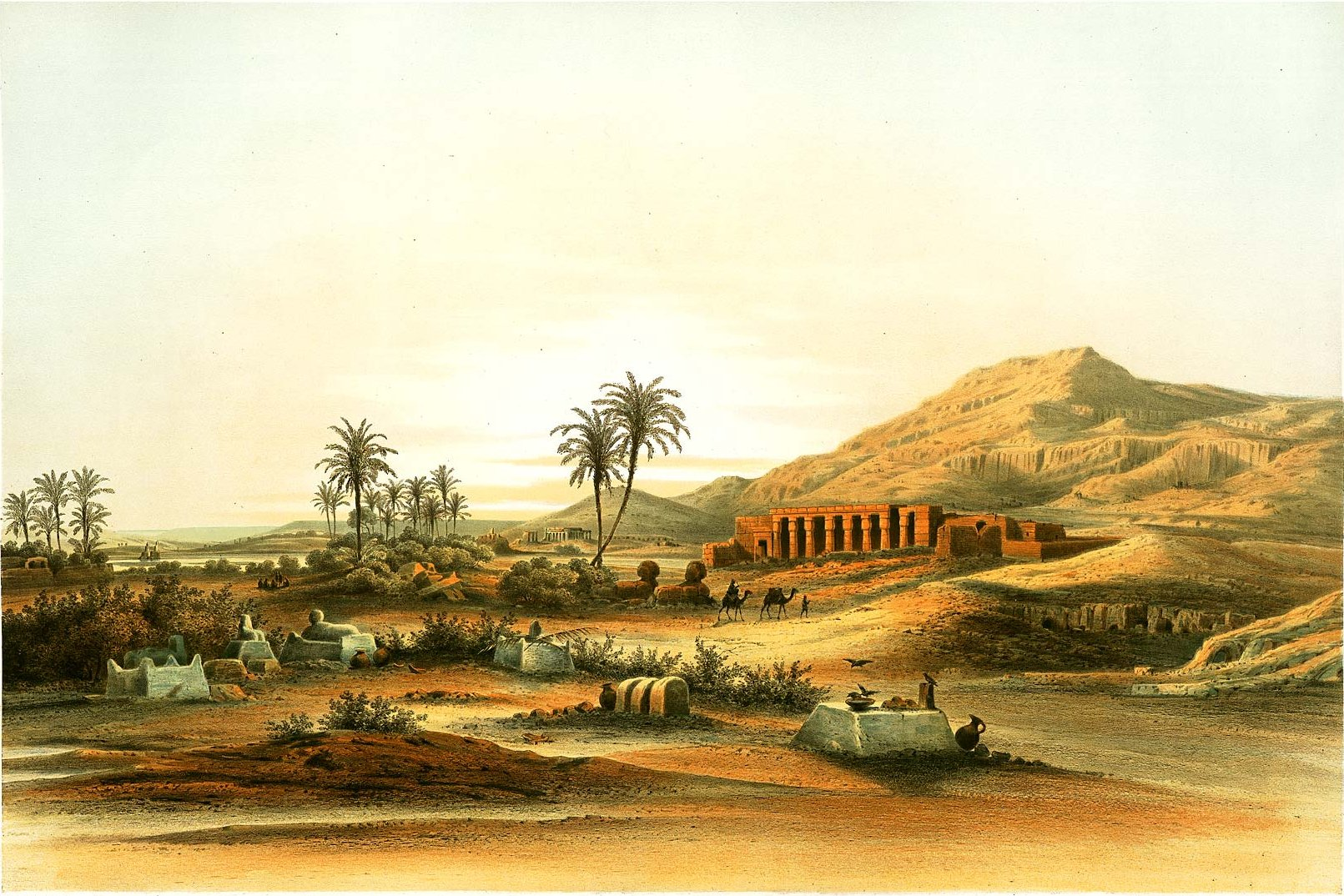
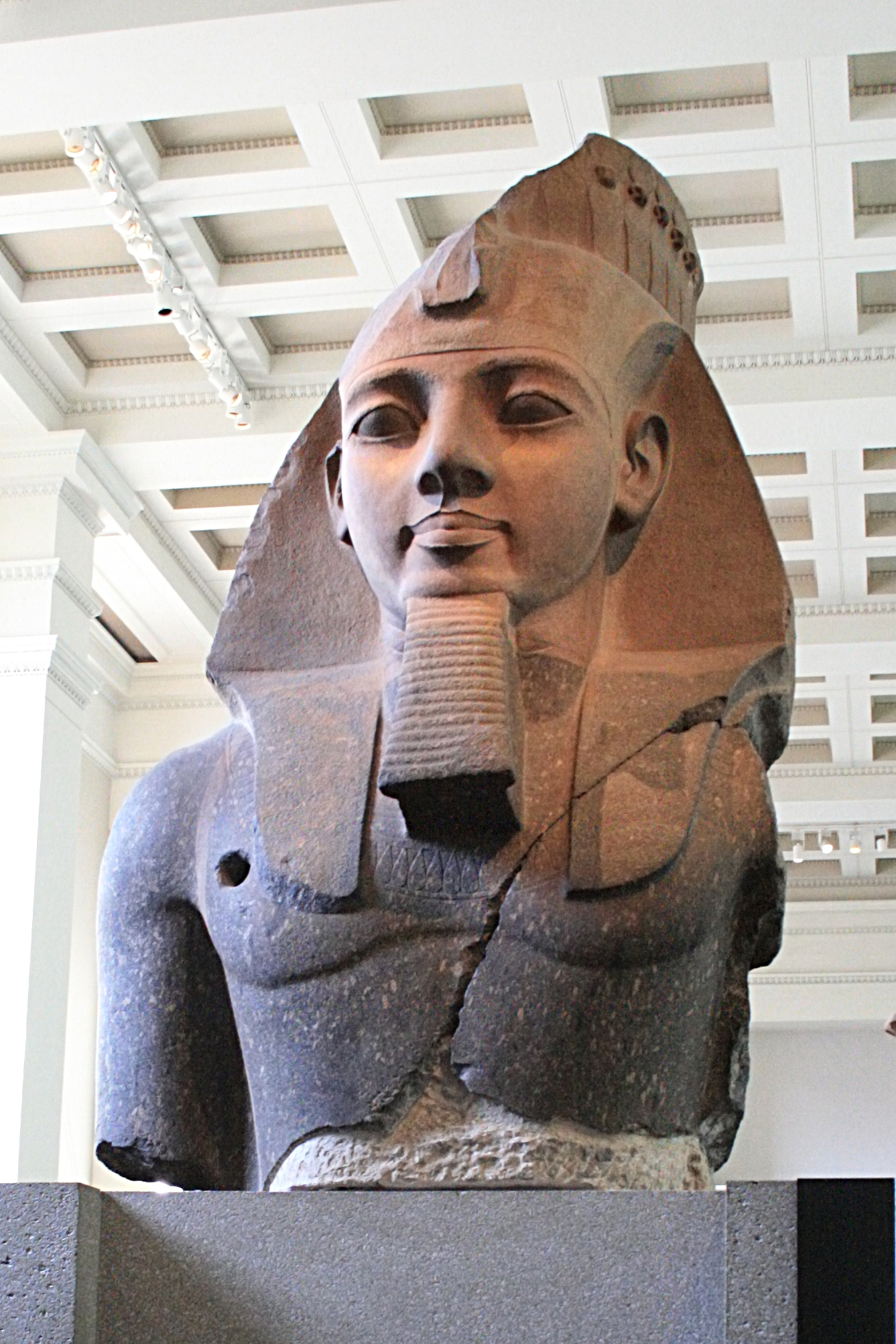
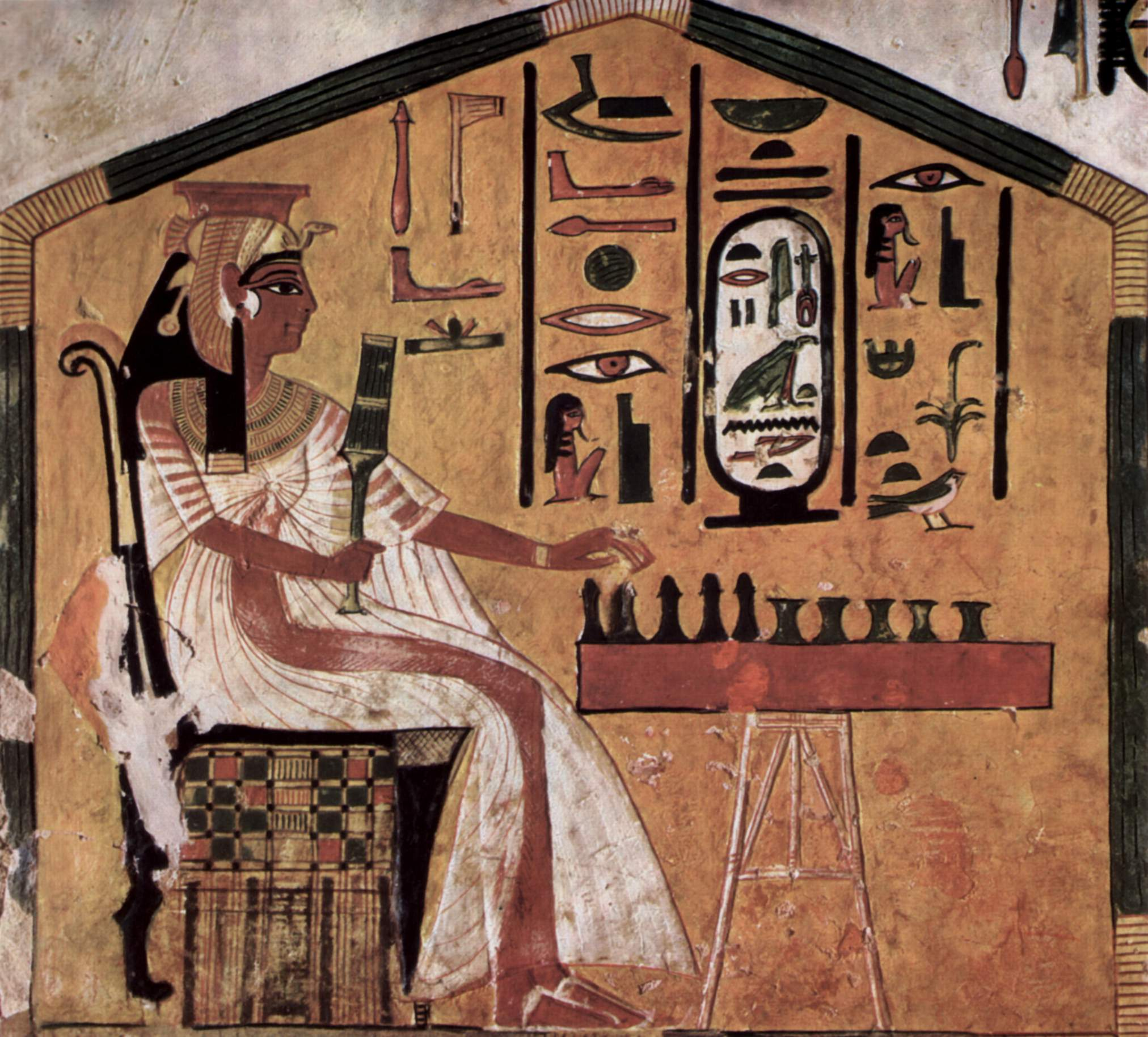
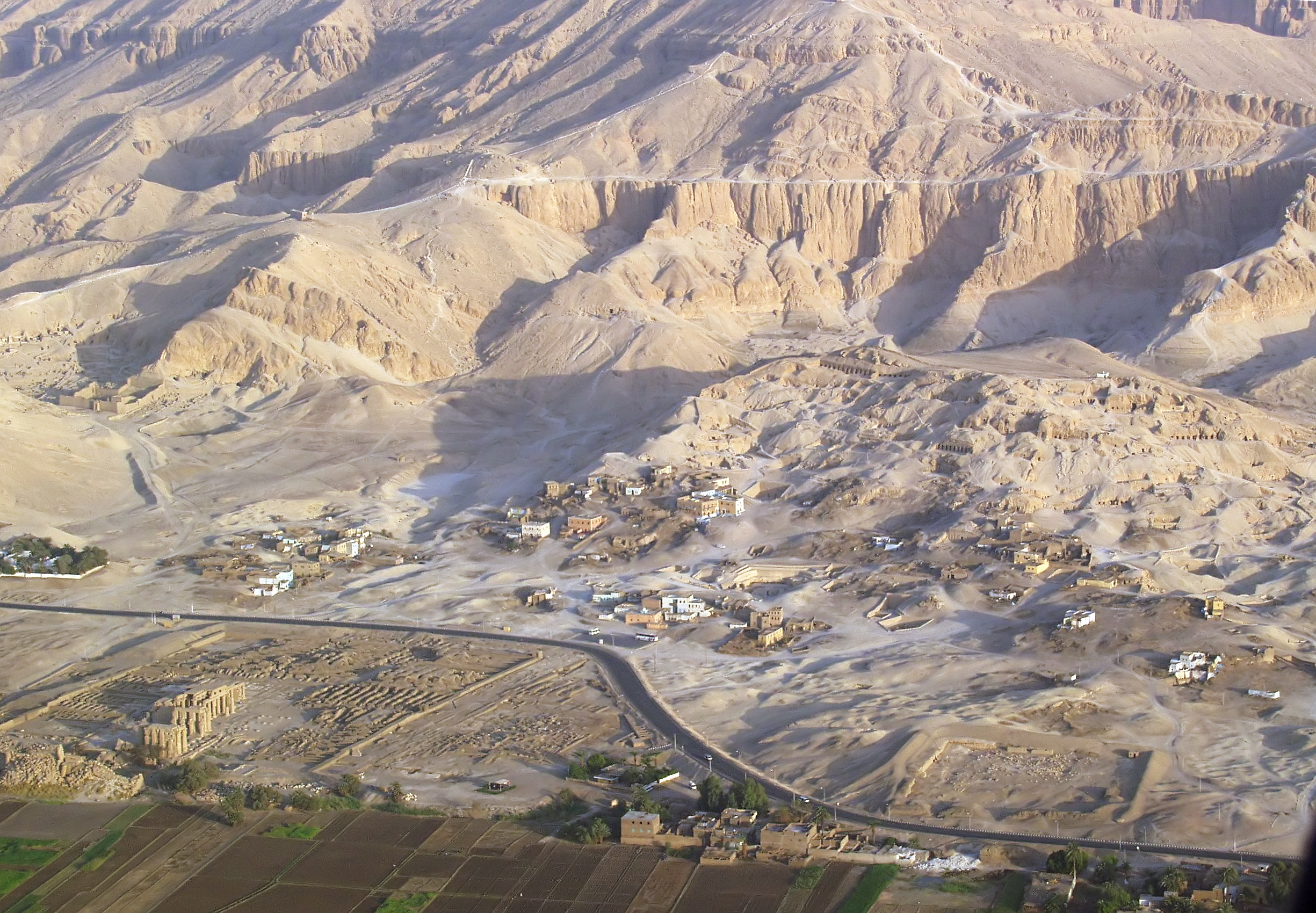
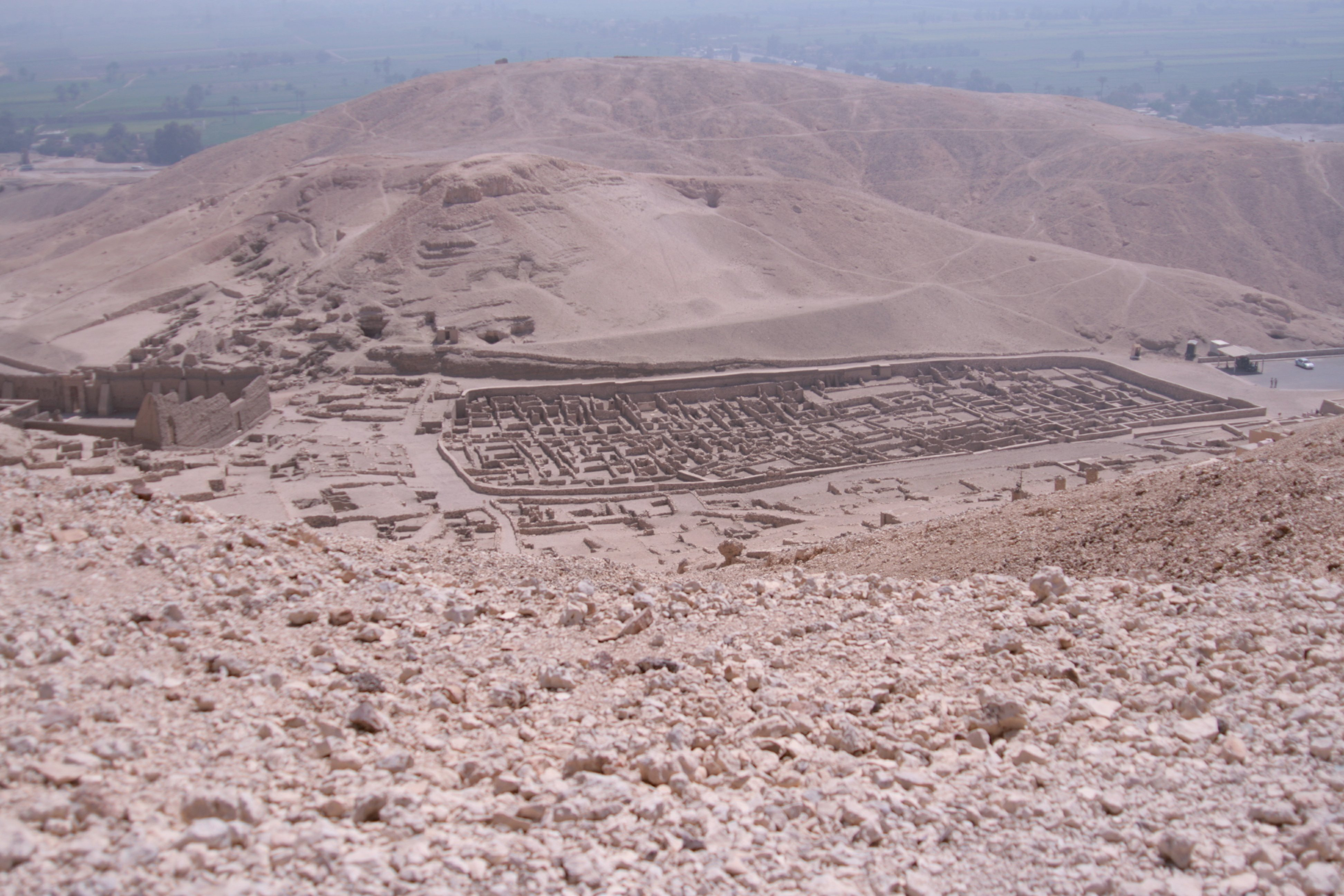
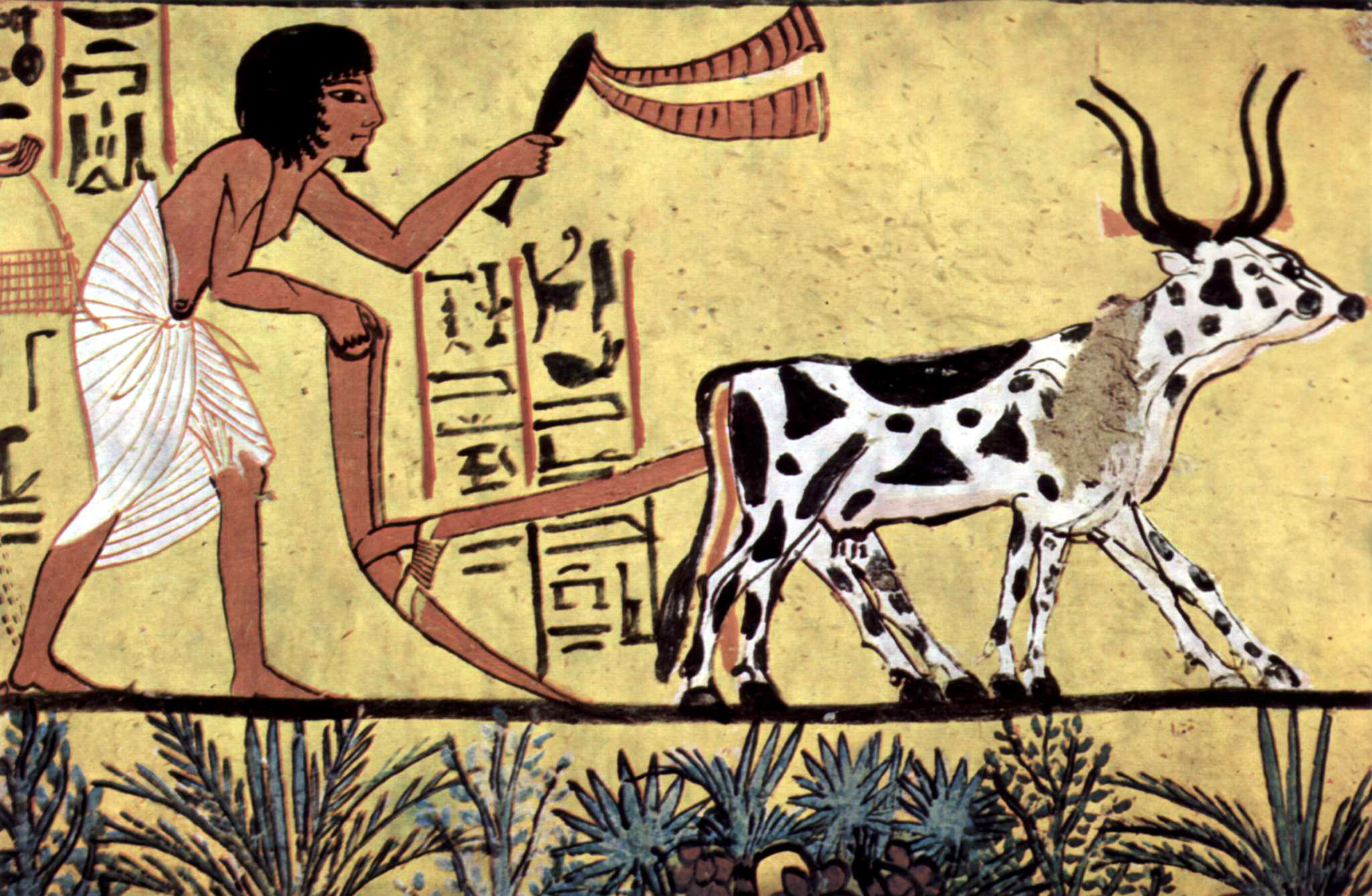
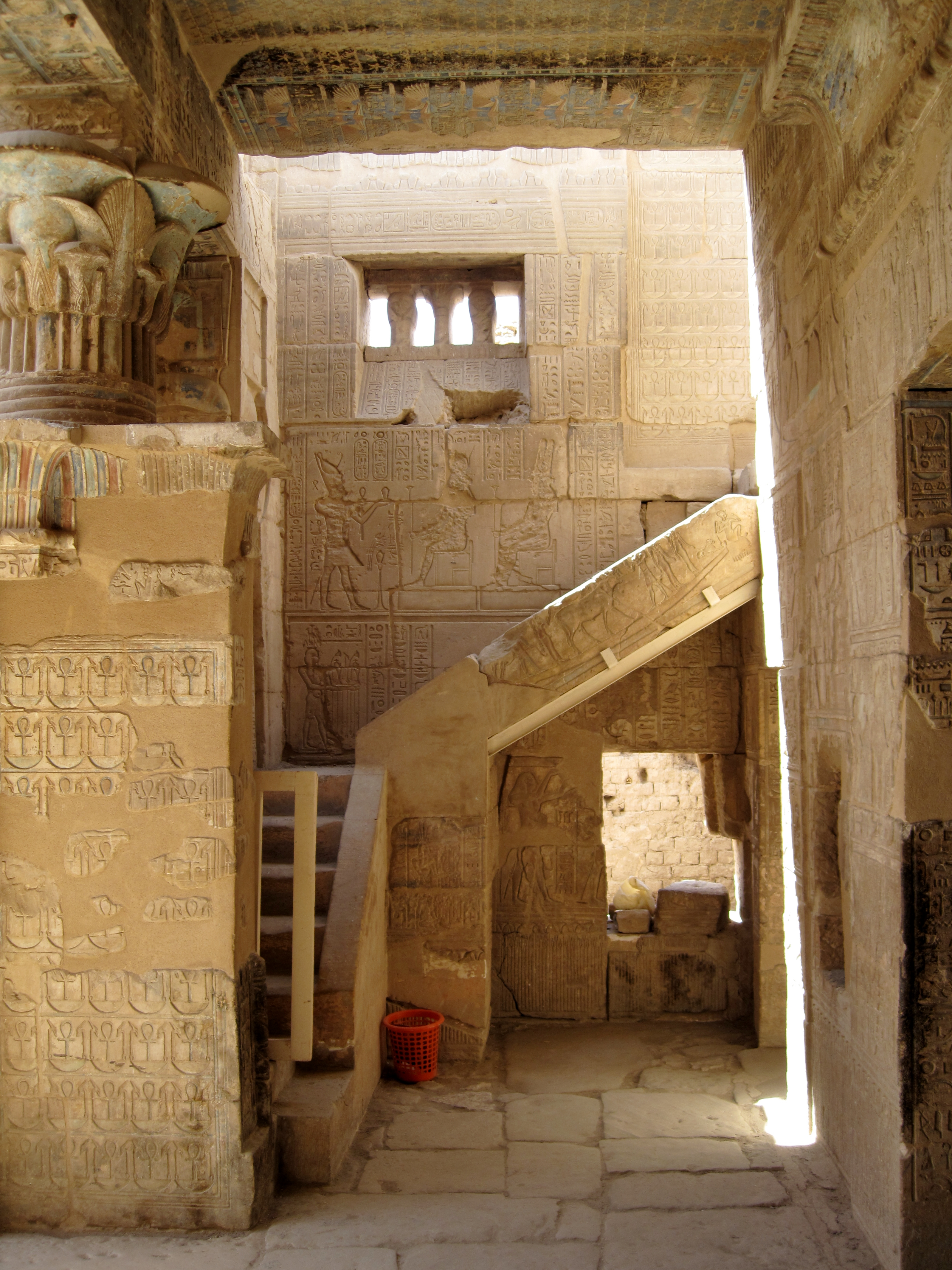
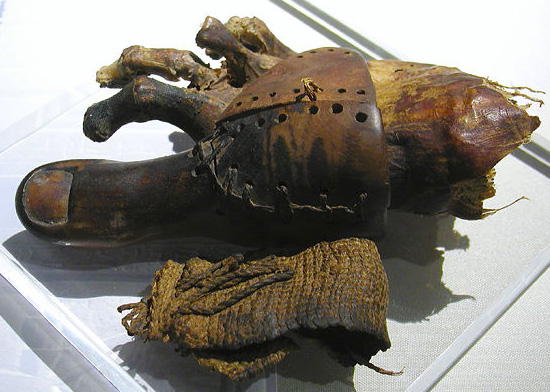
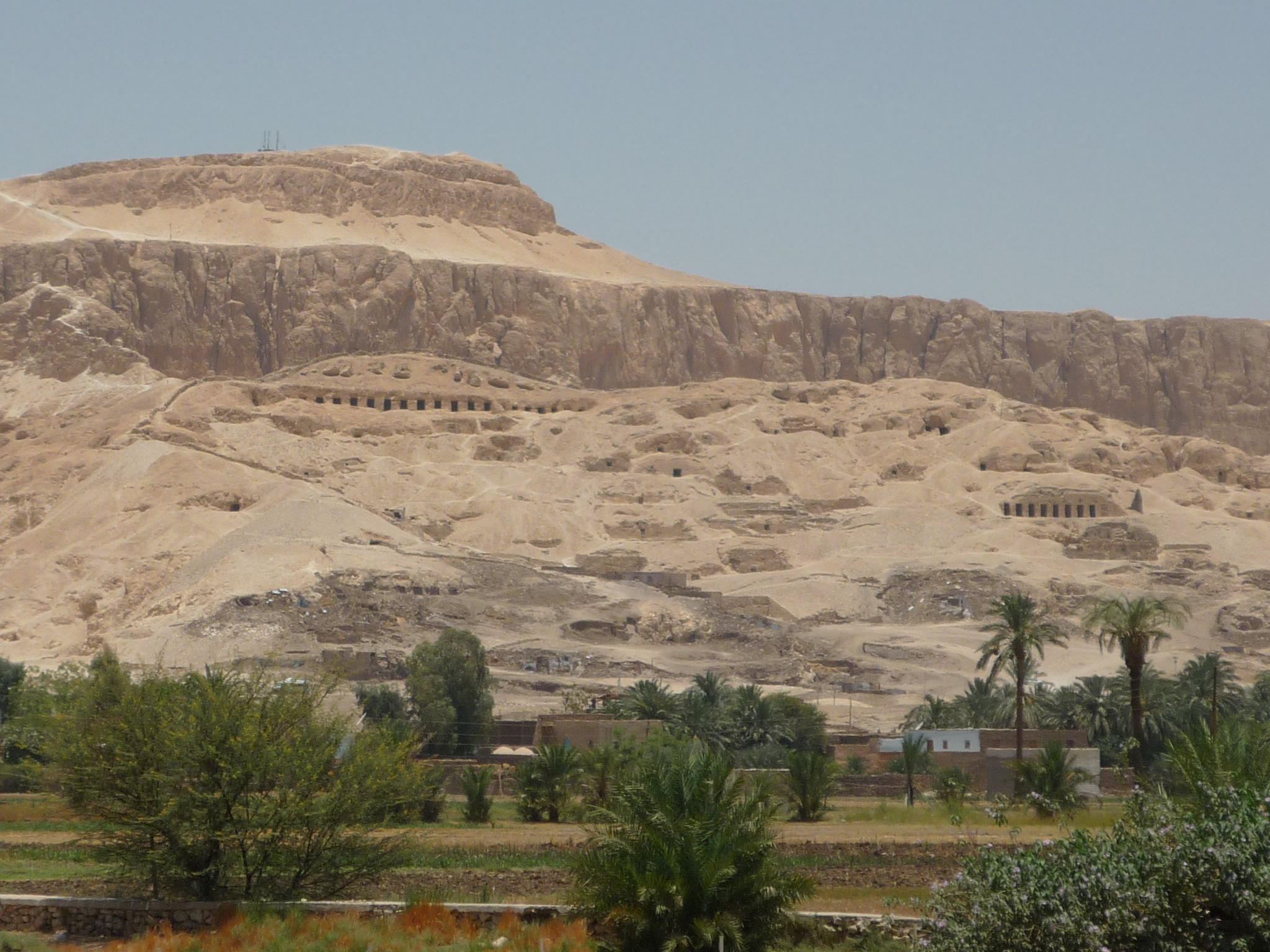
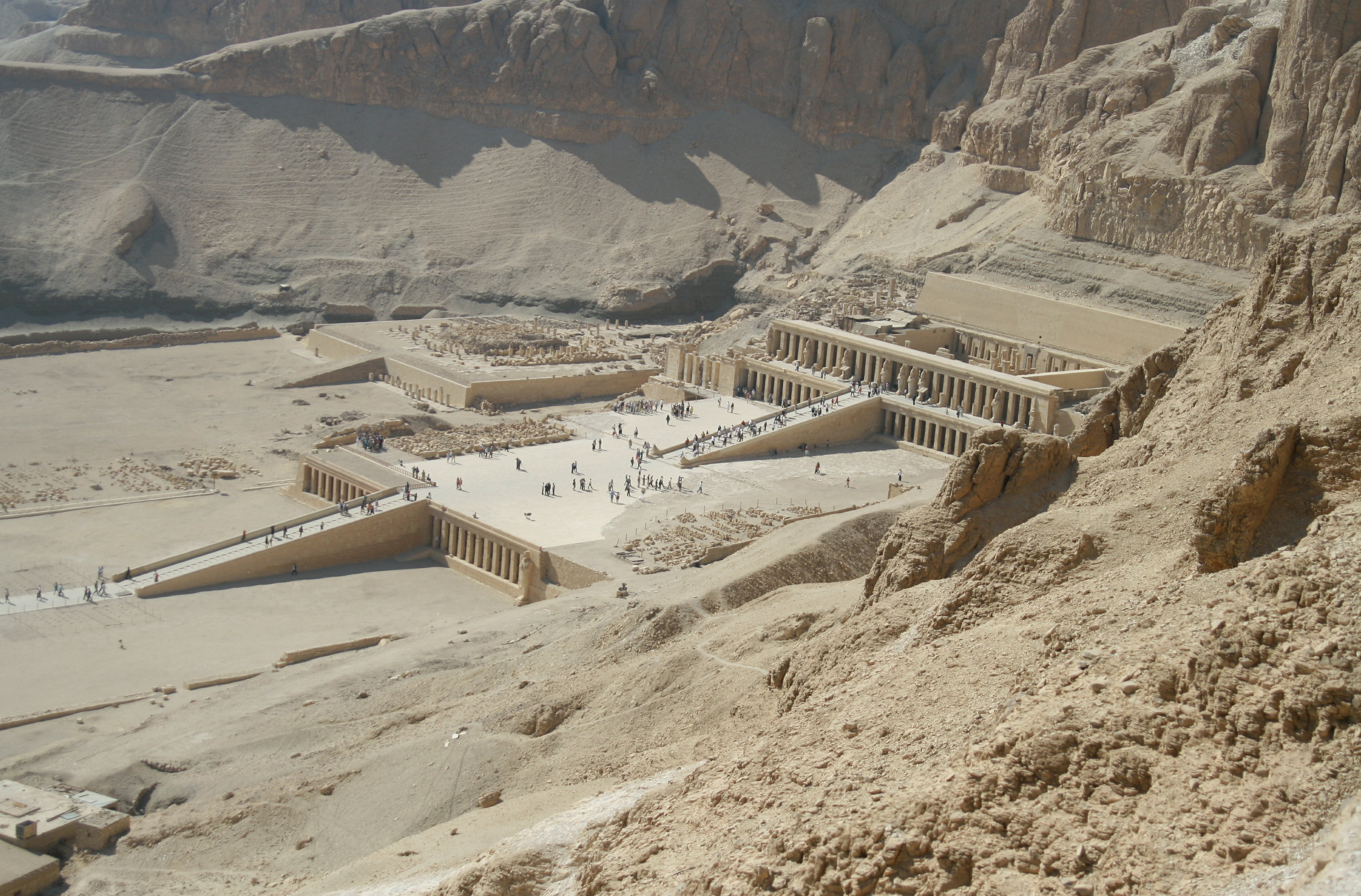
Храм Хатшепсут
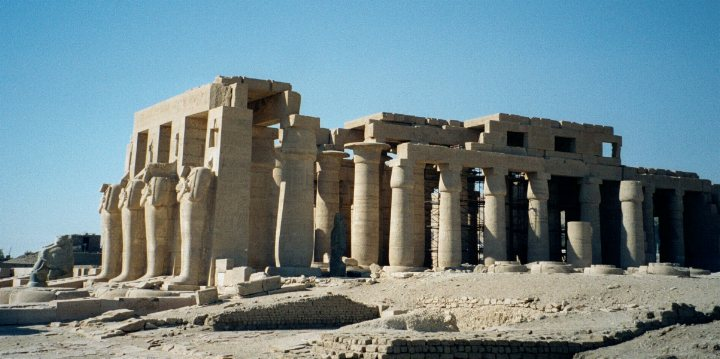
Рамессеум
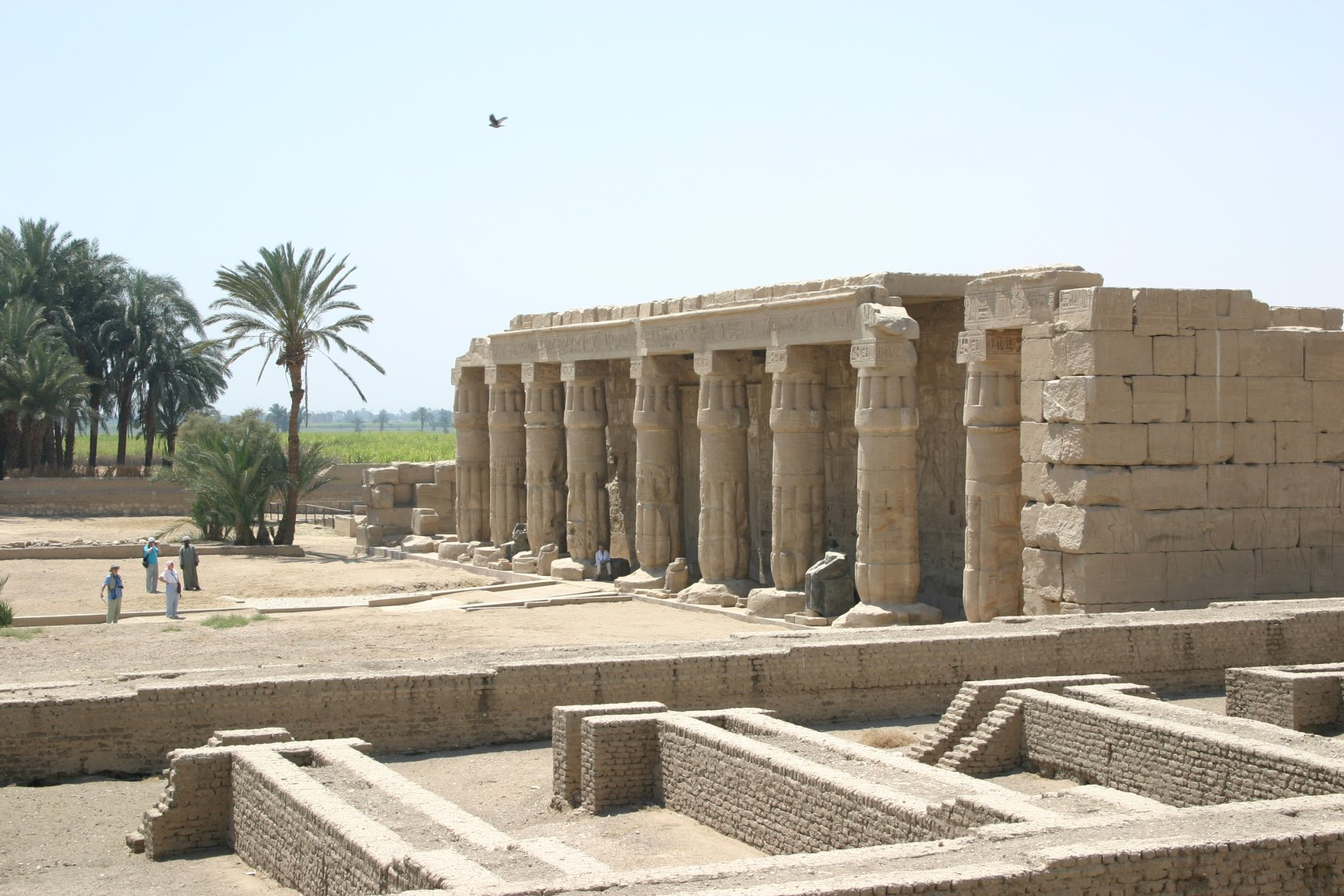
Храм Сеті I